# 佐藤敬
佐藤 敬（さとう けい、1906年（明治39年）10月28日 - 1978年（昭和53年）5月8日）は、日本の洋画家。新制作協会の創立メンバー。妻は声楽家の佐藤美子。

## 経歴
- 1906年（明治39年）10月28日 - 大分県大分郡大分町（現・大分市）で生まれる[2]。
- 1919年（大正8年）3月 - 別府北尋常高等小学校卒業。
- 1919年（大正8年）4月 - 旧制大分県立大分中学校入学。山下鉄之輔に師事する。
- 1925年（大正14年）3月 - 大分県立大分中学校を卒業。上京し、川端画学校洋画部で石膏デッサンを学ぶ。
- 1926年（大正15年）4月 - 東京美術学校西洋画科本科入学。
- 1929年（昭和4年）10月 - 「若き男の像」で第10回帝展に初入選。
- 1930年（昭和5年）10月25日 - 日本郵船の諏訪丸で門司港からフランスへ渡航。
- 1931年（昭和6年）3月 - 東京美術学校西洋画科本科を卒業。
- 1934年（昭和9年） - 帰国。
- 1935年（昭和10年）7月 - 猪熊弦一郎、脇田和、中西利雄らと新制作派協会を創立。
- 1941年（昭和16年）5月 - 猪熊弦一郎とともに中支派遣軍報道部の報道班員として従軍。
- 1942年（昭和17年） - 海軍の命によりフィリピンに渡航し海軍爆撃機による攻撃の記録画を制作。
- 1952年（昭和27年）5月13日 - 朝日新聞の特派員としてフランスに渡航。以降、フランスを中心に制作を行う。
- 1965年（昭和40年） - 一時帰国。
- 1976年（昭和51年） - 一時帰国。
- 1976年（昭和51年） - 勲三等瑞宝章を受章。
- 1978年（昭和53年）5月8日 - 母親の病気見舞のための一時帰国中に、急性心不全を起こし、大分県別府市の自宅で死去[1]。

## 家族
妻の佐藤美子（1903-1982）は、神戸生まれ横浜育ちの日仏混血のオペラ歌手。美子の父親の佐藤友太郎(1862－1940)は、京都府の派遣で1887年からフランスに留学し西洋式製磁法を学び、京都陶器の技師長となったが会社が倒産したため、美子が生まれたころは税関吏に転じていた。フランス人の母親ルイズは、友太郎が学んだリモージュ装飾工芸学校の工場長の娘。美子は東京音楽学校在学中に田谷力三らとオペラ活動を始め、1928年に卒業後フランスに4年間留学、帰国後「カルメン」の日本初演で一躍有名となり「カルメンお美」の愛称で人気オペラ歌手となる。
大分公演の際、ピアノ伴奏の高木東六から敬の個展に誘われたのをきっかけに翌1935年に木下郁夫妻の媒酌で敬と結婚。横浜市鶴見を拠点に、戦中戦後には画家仲間である藤田嗣治らの疎開先神奈川県吉野村や敬の母親が身を寄せていた別府（別府観光の父と言われる油屋熊八が亀の井旅館創業時に佐藤家が建物を提供するなど援助をした関係から旅館敷地内に居住）でも暮らし、別府女学院（現別府大学）の音楽講師も務めた。
神奈川県立音楽堂（公共施設の音楽ホールとしては日本初）の設立や創作オペラ協会の設立･主宰など、日本のオペラの発展に寄与した。著書に『巴里のセレナーデ』、伝記に姪が書いた『カルメンお美』がある。
長男に洋画家の佐藤亜土(1936-1995)、長女に岸井真弓(1943-)。亜土は慶応義塾大学文学部美学美術史科卒業後、1962年に渡仏し、1970年代のパリ画壇で活動、写真家の篠山紀信、作家の石川淳とともに版画集「巴里」を制作したほか、1976年にはパリを舞台とした五木寛之の小説を中平康が映画化した『変奏曲』に出演した。
孫（亜土と妻ジャクリーヌの子）に佐藤亜子（ドキュメンタリー番組演出家）、佐藤絵子（文筆家）、佐藤ヴィンチ(映像作家。元TBSテレビ報道カメラマン)。